# Eupithecia stypheliae
Eupithecia stypheliae är en fjärilsart som beskrevs av Otto Herman Swezey 1948. Eupithecia stypheliae ingår i släktet Eupithecia och familjen mätare. Inga underarter finns listade i Catalogue of Life.